# Bonne Nouvelle (stanice metra v Paříži)
Bonne Nouvelle je přestupní stanice pařížského metra mezi linkami 8 a 9. Nachází se na hranicích 2., 9. a 10. obvodu v Paříži pod Boulevardem Bonne Nouvelle.

## Historie
Stanice byla otevřena 5. května 1931 při prodloužení linky 8 ze stanice Richelieu – Drouot do Porte de Charenton.
Spojení mezi stanicemi Richelieu – Drouot a République je stavebně velmi zajímavý úsek, kde jsou koleje linek 8 a 9 vedeny souběžně pod sebou v jednom tunelu. Stanice linky 8 se nacházejí v horním patře a stanice linky 9 v dolním. Nástupiště pro linku 9 byla otevřena 10. prosince 1933.
Stanice byla u příležitosti oslav stého výročí metra vyzdobena na téma film. Písmena v názvu stanice jsou umístěna ve stylu nápisu Hollywood (tzv. Hollywood Sign) v Los Angeles.

## Název
Jméno stanice znamená česky dobrá zpráva a je odvozeno od názvu Boulevardu Bonne Nouvelle. Tato ulice byla pojmenována podle kostela Notre-Dame de Bonne Nouvelle, který zde byl postaven kolem roku 1563 a jeho název odkazuje na Zvěstování Panně Marii.

## Vstupy
Stanice má několik východů:
- Rue du Sentier
- Rue du Faubourg Poissonnière
- Rue d'Hauteville
- Rue Mazagran
- Rue de la Lune
- Boulevard de Bonne Nouvelle

## Zajímavosti v okolí
- Porte Saint-Denis
- Notre-Dame de Bonne Nouvelle